# 帕拉林匹克運動會中國代表團

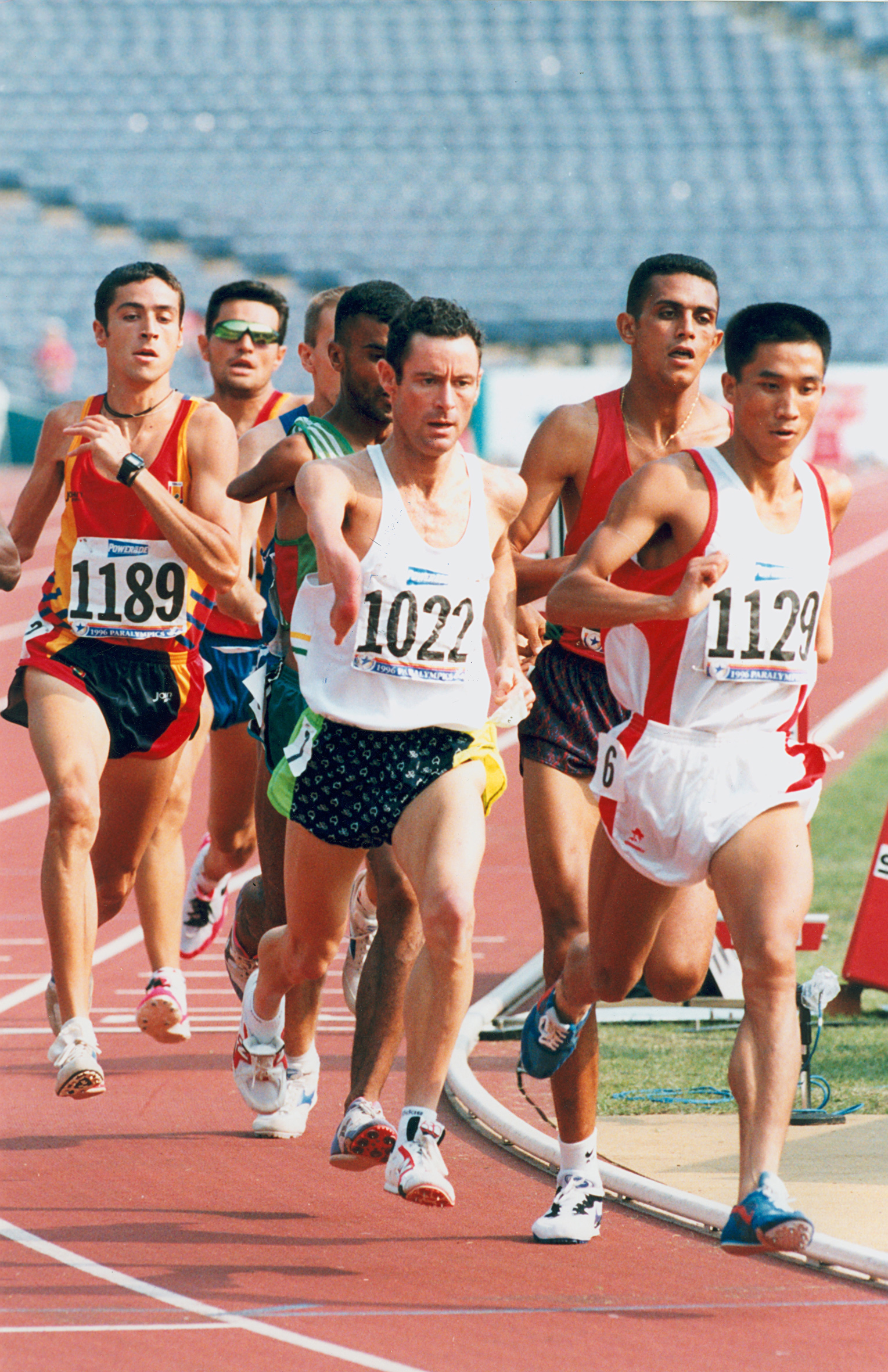

中華人民共和國（國際残奥會國家編碼為：CHN）以中国残疾人奥林匹克委员会身份參加夏季残奥會以及冬季残奥會，中國代表團於1984年纽约残奥會才開始參加賽事，截止2024年巴黎残奥会一共參加過十一屆夏季残奥会和六届冬季残奥会，截至巴黎残奥会，合共取得1516面獎牌，包括647面金牌，495面銀牌，374面銅牌。中國代表團只包括來自中國大陸內地的運動員；來自中國大陸「香港地方、澳门地方」的運動員則分别以中國香港、中國澳门身份參加。

## 参赛歷史

### 夏季
1984年纽约残奥会，中國首次參加殘奥會，參賽的運動員人數為24人，其中平亞麗和趙繼分获女子B2、B3(視力障礙)的跳遠金牌，是該屆殘運會中國唯一奪得的兩面金牌。在該屆殘運會中，中國共获2金13銀9銅，在獎牌榜的第23位，更有9人打破了世界纪录。
1988年汉城残奥会，中國派出了43位運動員，奪得17金、17銀、10銅，獎牌榜排名14，當中11人破世界纪录。
1992年巴塞罗那残奥会派出的人數與首屆派出的人數相同，奪得獎牌數目較上屆少，共為11金、7銀、7銅，14人破世界纪录，21人破残運会纪录。雖然參賽人數減少，但獎牌榜排名卻上升了兩位，成績出眾。
1996年亚特兰大残奥会，中国派出53名团员，其中运动员37人，他们参加了17个项目中6项比赛。16金、13銀、10銅是該屆的成績，當中10人16次破世界纪录，獎牌榜排名第9。
2000年悉尼残奥会派出了87位運動員，摘下了34金、22銀、16銅的卓越成績，獎牌榜排名進一步提升到達第6，該屆殘運會共有25次的世界纪录被中國代表打破，當中包含了15人以及4人4次創下残運会的新纪录。
2004年雅典残奥会共派出了200位運動員，其中161位是首次參加殘奥會。中國共奪得了63金46銀、32銅，总数為141塊，獎牌榜排行首位，打破了一直由歐美壟斷首位的局面。共參與了11個大項、284個小項。在63面金牌中，田徑和游泳最多，前者共有25面金牌、後者有19面，輪椅乒乓球所中國摘下了7面金牌。在女子坐地排球中，中國在決賽以25：15、23：25、25：15、25：17，總局數3:1擊敗荷蘭奪金。又在臥舉中奪得5面金牌、在盲人柔道奪得兩金、自行車1金、輪椅擊劍1金、輪椅射箭1金以及輪椅射擊1金。
2008年北京残奥会，中国凭借东道主优势获得了全部20个大项的参赛权，共派出了332名运动员参加了295个小项的比赛，其中，马术、轮椅橄榄球、轮椅篮球、五人制足球、七人制足球、帆船、盲人门球、赛艇和硬地滚球为首次参赛。与当年的奥运会一样，中国代表团发挥出色，成绩远超上届，共获得89金70银52铜共211枚奖牌，金牌榜和奖牌榜上双双排第一。同时，首次参赛的盲人足球获得银牌，盲人门球获得1金1银，女子坐式排球则卫冕成功，乒乓球项目拿下了24枚中的13枚。
2012年伦敦残奥会，中国派出417人组成的体育代表团赴伦敦参加包括田径、游泳、足球等项目在内的15个大项的角逐。在该届赛事中，中国残奥代表团创造了自1984年参加残奥会以来的最好成绩，共获得95块金牌、71枚银牌、65枚铜牌，共231块奖牌，连续三届占据了金牌榜首位。其中，女子射击运动员张翠平射落了伦敦残奥会首金，男子田径运动员赵旭获得了中国残奥历史的第300块金牌，男子游泳运动员杨洋、许庆成为中国代表团获得金牌最多的“四金王”，女子坐式排球队舀下了中国唯一一个集体项目冠军。
2016年里约残奥会，中国体育代表团共有308名运动员，参加了17个大项、328个小项的比赛，这是在境外举行的残奥会中，该国参赛运动员人数最多、参赛项目最多，代表团规模最大的一次。中国体育代表团获得107枚金牌、81枚银牌和51枚铜牌，刷新51项世界纪录，创造了自1984年参加残奥会以来的最好成绩，连续第四届夺得金牌和奖牌榜双第一。
2020年东京残奥会，由于新型冠状病毒全球大流行而延期一年于2021年举行。中国体育代表团总人数为437人。其中运动员251名，包括119名男运动员和132名女运动员，另有186名教练、工作人员及竞赛辅助人员随行。中国代表团最终获得96金60银51铜、一共207枚奖牌的优异成绩，创造了29项世界纪录，连续五届残奥会位列金牌榜、奖牌榜双第一。
2024年巴黎残奥会，中国体育代表团由516人组成，其中运动员284人。中国代表团最终取得94金76银50铜、共220枚奖牌的优异成绩，创造了20项世界纪录，自雅典开始，连续六届夏残奥会位列金牌榜、奖牌榜双第一。

### 冬季
中國代表團於2002年盐湖城冬季残奥會才開始參加賽事，中國首次派出4人的队伍參加冬季殘奥會，参加的项目是高山滑雪和越野滑雪，但参加越野滑雪的运动员因伤退出，本届残奥会中国最好成绩为第六名。
2006年都灵残奥会，中國派出了7位運動員参加了高山滑雪、越野滑雪2个大项22个小项的比赛，最佳成绩为第7名。
2010年，派出了7位運動員，最佳成绩为第7名。
2014年，派出了10位運動員，最佳成绩为輪椅冰壺隊的第4名。
2018年，派出了26位運動員，最佳成绩为輪椅冰壺隊的金牌，為中國實現冬季残奥会奖牌和金牌「零的突破」。
2022年的北京冬残奥会，中国队作为东道主派出了96位運動員参加本届冬残奥会全部六个大项73个小项的比赛，是中国代表团参赛运动员人数最多的一届。在比賽首日，中國代表團就奪得2金3銀3銅，打破上屆創下的1金的最佳成績。中国代表团最终共获得18金20银23铜，总计61枚奖牌，在金牌榜和奖牌榜均排在榜首，也是历史首次。

## 旗手

### 夏季残奥会
| 赛事              | 开幕式   | 性别 | 项目     | 闭幕式 | 性别 | 项目     |
| ----------------- | -------- | ---- | -------- | ------ | ---- | -------- |
| 1984年 纽约       | 资料暂缺 |      |          |        |      |          |
| 1988年 汉城       | 资料暂缺 |      |          |        |      |          |
| 1992年 巴塞罗那   | 资料暂缺 |      |          |        |      |          |
| 1996年 亚特兰大   | 赵斌     | 男   | 田径     |        |      |          |
| 2000年 悉尼       | 张海东   | 男   | 举重     |        |      |          |
| 2004年 雅典       | 张海东   | 男   | 举重     |        |      |          |
| 2008年 北京       | 王晓福   | 男   | 游泳     |        |      |          |
| 2012年 伦敦       | 张立新   | 男   | 田径     |        |      |          |
| 2016年 里约热内卢 | 荣静     | 女   | 轮椅击剑 | 刘磊   | 男   | 举重     |
| 2020年 东京       | 周佳敏   | 女   | 射箭     | 张雪梅 | 女   | 轮椅篮球 |
| 2020年 东京       | 王浩     | 男   | 田径     | 张雪梅 | 女   | 轮椅篮球 |
| 2024年 巴黎       | 辜海燕   | 女   | 轮椅击剑 | 蒋裕燕 | 女   | 游泳     |
| 2024年 巴黎       | 齐勇凯   | 男   | 力量举重 | 邸东东 | 男   | 田径     |
| 2028年 洛杉矶     | 未来赛事 |      |          |        |      |          |
| 2032年 布里斯班   | 未来赛事 |      |          |        |      |          |

### 冬季奥运会
| 赛事                       | 开幕式   | 性别     | 项目       | 闭幕式   | 性别     | 项目     |
| -------------------------- | -------- | -------- | ---------- | -------- | -------- | -------- |
| 2002年 盐湖城              | 资料暂缺 | 资料暂缺 | 资料暂缺   |          |          |          |
| 2006年 都灵                | 张杰     | 男       | 越野滑雪   |          |          |          |
| 2010年 温哥华              | 程世帥   | 男       | 越野滑雪   |          |          |          |
| 2014年 索契                | 田野     | 男       | 越野滑雪   |          |          |          |
| 2018年 平昌                | 彭園園   | 女       | 越野滑雪   | 王海涛   | 男       | 轮椅冰壶 |
| 2022年 北京                | 郭雨洁   | 女       | 越野滑雪   | 杨洪琼   | 女       | 越野滑雪 |
| 2022年 北京                | 汪之栋   | 男       | 雪橇曲棍球 | 杨洪琼   | 女       | 越野滑雪 |
| 2026年 米兰-科尔蒂纳丹佩佐 | 未来赛事 | 未来赛事 | 未来赛事   | 未来赛事 | 未来赛事 | 未来赛事 |

## 歷年残奥獎牌榜成績

### 夏季
| 赛事                  | 比賽大項 （總數） | 參賽選手 | 比賽項目 （總數） | 獎牌 | 獎牌 | 獎牌 | 獎牌 | 金牌榜 | 总奖牌榜 |
| --------------------- | ----------------- | -------- | ----------------- | ---- | ---- | ---- | ---- | ------ | -------- |
| 赛事                  | 比賽大項 （總數） | 參賽選手 | 比賽項目 （總數） | 金牌 | 銀牌 | 銅牌 | 總數 | 金牌榜 | 总奖牌榜 |
| 1984年 纽约           | （13）            | 24       |                   | 2    | 12   | 8    | 22   | 第28名 | 第26名   |
| 1988年 漢城           | 4（16）           | 43       | （156）           | 16   | 17   | 8    | 41   | 第15名 | 第19名   |
| 1992年 巴塞罗那       | （15）            | 34       | （487）           | 16   | 8    | 7    | 31   | 第10名 | 第18名   |
| 1996年 阿特蘭大       | （20）            | 37       | （508）           | 16   | 13   | 10   | 39   | 第9名  | 第11名   |
| 2000年 悉尼           | （18）            | 122      | （550）           | 34   | 22   | 17   | 73   | 第6名  | 第8名    |
| 2004年 雅典           | 11（19）          | 200      | 284（519）        | 63   | 46   | 32   | 141  | 第1名  | 第1名    |
| 2008年 北京（主辦國） | 20（20）          | 332      | 295（472）        | 89   | 70   | 52   | 211  | 第1名  | 第1名    |
| 2012年 伦敦           | 15（20）          | 282      |                   | 95   | 71   | 65   | 231  | 第1名  | 第1名    |
| 2016年 里約           | 17（22）          | 327      |                   | 107  | 81   | 51   | 239  | 第1名  | 第1名    |
| 2020年 东京           | 21（22）          | 251      | 341（539）        | 96   | 60   | 51   | 207  | 第1名  | 第1名    |
| 2024年 巴黎           | 19（22）          | 284      |                   | 94   | 75   | 50   | 219  | 第1名  | 第1名    |
| 2028年 洛杉矶         | 未来赛事          |          |                   |      |      |      |      |        |          |
| 2032年 布里斯班       | 未来赛事          |          |                   |      |      |      |      |        |          |
| 总计                  | 总计              | 总计     | 总计              | 628  | 475  | 351  | 1454 | 第3名  | 第3名    |

### 冬季
| 赛事                       | 比賽大項 （總數） | 參賽選手 | 比賽項目 （總數） | 獎牌     | 獎牌     | 獎牌     | 獎牌     | 金牌榜   | 总奖牌榜 |
| -------------------------- | ----------------- | -------- | ----------------- | -------- | -------- | -------- | -------- | -------- | -------- |
| 赛事                       | 比賽大項 （總數） | 參賽選手 | 比賽項目 （總數） | 金牌     | 銀牌     | 銅牌     | 總數     | 金牌榜   | 总奖牌榜 |
| 2002年 盐湖城              | 2（4）            | 4        |                   | 0        | 0        | 0        | 0        | -        | -        |
| 2006年 都灵                | 2（5）            | 8        |                   | 0        | 0        | 0        | 0        | -        | -        |
| 2010年 温哥华              | 1（5）            | 7        | 21（64）          | 0        | 0        | 0        | 0        | -        | -        |
| 2014年 索契                | 2（5）            | 10       | 17（72）          | 0        | 0        | 0        | 0        | -        | -        |
| 2018年 平昌                | 5（6）            | 26       | 61（80）          | 1        | 0        | 0        | 1        | 第20名   | 第22名   |
| 2022年 北京（主辦國）      | 6（6）            | 96       | 73（78）          | 18       | 20       | 23       | 61       | 第1名    | 第1名    |
| 2026年 米兰-科尔蒂纳丹佩佐 | 未来赛事          | 未来赛事 | 未来赛事          | 未来赛事 | 未来赛事 | 未来赛事 | 未来赛事 | 未来赛事 | 未来赛事 |
| 总计                       | 总计              | 总计     | 总计              | 19       | 20       | 23       | 62       | 第14名   | 第14名   |